# Товере - Сан Пјетро (Салерно)
Товере - Сан Пјетро је насеље у Италији у округу Салерно, региону Кампанија.
Према процени из 2011. у насељу је живело 230 становника. Насеље се налази на надморској висини од 443 м.